# Groznatovci
Groznatovci (izvirno srbsko Грознатовци) je naselje v Srbiji, ki upravno spada pod Občino Surdulica; slednja pa je del Pčinjskega upravnega okraja.

## Demografija
V naselju, katerega izvirno (srbsko-cirilično) ime je Грознатовци, živi 36 polnoletnih prebivalcev, pri čemer je njihova povprečna starost 52,1 let (41,8 pri moških in 60,9 pri ženskah). Naselje ima 16 gospodinjstev, pri čemer je povprečno število članov na gospodinjstvo 2,50.
To naselje je v glavnem bolgarsko (glede na popis iz leta 2002), a v času zadnjih treh popisov je opazno zmanjšanje števila prebivalcev.
|  |

| Demografija | Demografija     | Demografija     |
| Leto        | Št. prebivalcev | Št. prebivalcev |
| ----------- | --------------- | --------------- |
|             |                 |                 |
|             |                 |                 |
|             |                 |                 |
|             |                 |                 |
| 1948        | 273             |                 |
| 1953        | 245             |                 |
| 1961        | 176             |                 |
| 1971        | 125             |                 |
| 1981        | 79              |                 |
| 1991        | 58              | 58              |
| 2002        | 40              | 40              |
|             |                 |                 |

| Etnična sestava po popisu iz leta 2002 | Etnična sestava po popisu iz leta 2002 | Etnična sestava po popisu iz leta 2002 | Etnična sestava po popisu iz leta 2002 | Etnična sestava po popisu iz leta 2002 |
| -------------------------------------- | -------------------------------------- | -------------------------------------- | -------------------------------------- | -------------------------------------- |
| Bolgari                                | Bolgari                                |                                        | 32                                     | 80,0%                                  |
| Jugoslovani                            | Jugoslovani                            |                                        | 5                                      | 12,5%                                  |
| Srbi                                   | Srbi                                   |                                        | 3                                      | 7,5%                                   |
| Neznano                                | Neznano                                |                                        | 0                                      | 0,0%                                   |